# 刘璜 (广阳王)
刘璜（前1世纪—前4年），西汉广阳穆王刘舜子。阳朔二年（公元前23年）袭爵，建平三年（公元前4年）去世，谥号思。子刘嘉袭爵。
其余诸子當陽侯刘益、廣城侯刘疌，可能还有方乡侯刘常得和方城侯刘宣。